# Phú Hiệp
Phú Hiệp is een xã in het district Phú Tân, een van de districten in de Vietnamese provincie An Giang in de Mekong-delta. Het ligt aan de oostelijke oever van de Hậu.